# Sohlensenklader
Ein Sohlensenklader, auch Senkmaschine, Senklader oder Streckensenklader genannt, ist ein bergmännisches Arbeitsgerät, welches dazu dient, das durch den Gebirgsdruck hochgequollene Sohlengestein hereinzugewinnen.

## Grundlagen

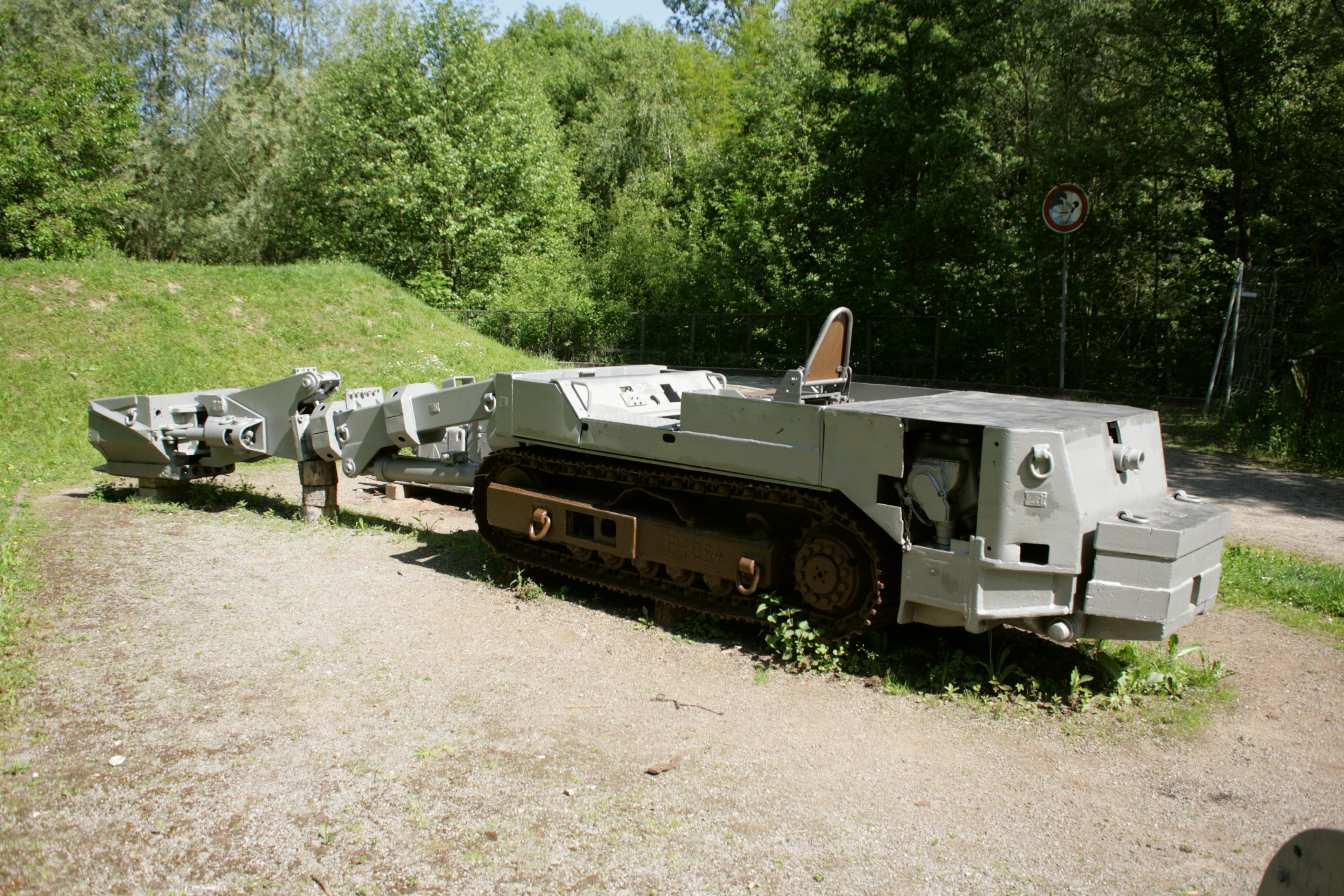
Sohlensenklader

Aufgrund des höheren Gebirgsdrucks und des anwachsenden Durchbauungsgrades der Lagerstätten kommt es im Bergbau untertage dazu, dass in den Strecken die Sohle hochquillt. Dieses hochgequollene Gestein muss mittels Senkarbeit entfernt werden. Dazu ist der Sohlensenklader ein optimales Arbeitsgerät.

## Elektrisch betriebene Sohlensenklader

### Aufbau
Sohlensenklader bestehen aus einzelnen Baugruppen, die nach dem Baukastenprinzip konzipiert sind. Dadurch ist die Maschine transportfreundlich zerlegbar und kann mit geringem Aufwand unter Tage montiert werden. Damit sie in beengten Verhältnissen eingesetzt werden können, wurde bei ihrer Konstruktion auf geringe Baumaße geachtet.
Im Einzelnen besteht der Lader aus folgenden Baugruppen:
- Mittelteil
- Fahrwerke (2 Stück)
- Ausleger (Schwenkarm)
- Laderschaufel

Im Mittelteil befinden sich ein explosionsgeschützter Elektromotor, der eine Hydraulikpumpe antreibt, sowie diverse Steuerventile. Mit dem Motor wird die Hydraulikpumpe angetrieben und die Hydraulikflüssigkeit auf einen Betriebsdruck von bis 130 bar gebracht. Es sind auch Druckspitzen von bis zu 230 bar möglich. Die Fahrwerke sind, wie bei anderen Ladern, seitlich am Mittelteil montiert und treiben jeweils eine Gleiskette an. Der Ausleger ist beweglich vorne am Mittelteil montiert. Der Auslegerarm kann hydraulisch um etwa einen Meter vorgeschoben werden. Es gibt Lader, bei denen der Auslegerarm mit einer integrierten Schnellwechselvorrichtung versehen ist. Am Ausleger ist eine Laderschaufel mit einem Fassungsvermögen von 200 bis 400 Litern angebracht. Aufgrund der im Auslegerarm integrierten Schnellwechseleinrichtung ist es möglich, den Lader ohne großen Zeitaufwand mit einer anderen Schaufel auszurüsten. Das Umrüsten dauert etwa eine Stunde. Anschließend lässt sich der Senklader auch als Seitenkipplader einsetzen. Die Senkschaufel ist mit hydraulisch angetriebenen Schlagmeißeln ausgerüstet, welche in die Schaufelspitze integriert sind. Mit den Schlagmeißeln lassen sich größere Bergebrocken zerkleinern. Im Rücken der Laderschaufel befindet sich ein hydraulisch betätigter Schieber, mit dem der Schaufelinhalt aus der Schaufel herausgedrückt werden kann.

### Funktion
Der Senklader wird über eine sogenannte Schlepptrosse, das ist ein spezielles Kabel, welches durch eine mechanische Armierung aus Stahlgeflecht besonders geschützt ist und somit sehr robust ist, mit elektrischer Energie versorgt. In der Schlepptrosse befinden sich auch die Steuerleitung und eine spezielle Überwachungsleitung, die die Stromzufuhr unterbricht, falls die Schlepptrosse aus dem Anschlusskasten gerissen wird. Diese Bauweise ist in explosionsgefährdeten Betriebsstätten aus sicherheitstechnischen Gründen vorgeschrieben. Wird der Elektromotor des Senkladers eingeschaltet, treibt er eine Hydraulikpumpe an, die den notwendigen Betriebsdruck erzeugt. Mittels mehrerer Steuerventile werden alle Funktionen des Laders hydraulisch betätigt.

### Bedienung
Zur Bedienung stehen dem Senkladerfahrer 4 Pedale und bis zu 6 Handhebel zur Verfügung. Mit den Pedalen kann er jedes Fahrwerk einzeln vorwärts oder rückwärts steuern. Mit den Handhebeln werden der Schwenkarm und die Schaufelbewegungen betätigt. Außerdem gibt es noch einen Hebel, um die Meißelzähne der Laderschaufel zu betätigen. Am Heckteil des Laders befindet sich ein Notausschalter, mit dem der Lader im Notfall unverzüglich abgeschaltet werden kann. Der Senklader darf nur von speziell geschulten Personen bedient werden. Damit die Schlepptrosse beim Rückwärtsfahren nicht beschädigt werden kann, muss diese von einem zweiten Mann geführt werden. Dort wo es machbar ist, kann für die Trossenführung ein eigener Einschienenhängebahn(EHB)-Schienenstrang oder die EHB-Schiene des Transportmittels genutzt werden.

## Druckluftbetriebene Sohlensenklader
Druckluftbetriebene Sohlensenklader sind ähnlich aufgebaut wie elektrisch betriebene Sohlensenklader. Auch die Bedienung eines druckluftbetriebenen Sohlensenkladers gleicht der eines elektrisch betriebenen Sohlensenkladers. Allerdings wird Druckluft zur Energieversorgung eingesetzt. Hierzu muss der Senklader mittels eines speziellen Druckluftschlauchs mit der nötigen Druckluft aus dem untertägigen Druckluftnetz versorgt werden. Ein weiterer Unterschied liegt darin, das einige Funktionen mittels Druckluft betätigt werden. Da die Erzeugung von Druckluft sehr kostspielig ist, werden diese Senklader nur noch selten eingesetzt.

## Gefahren

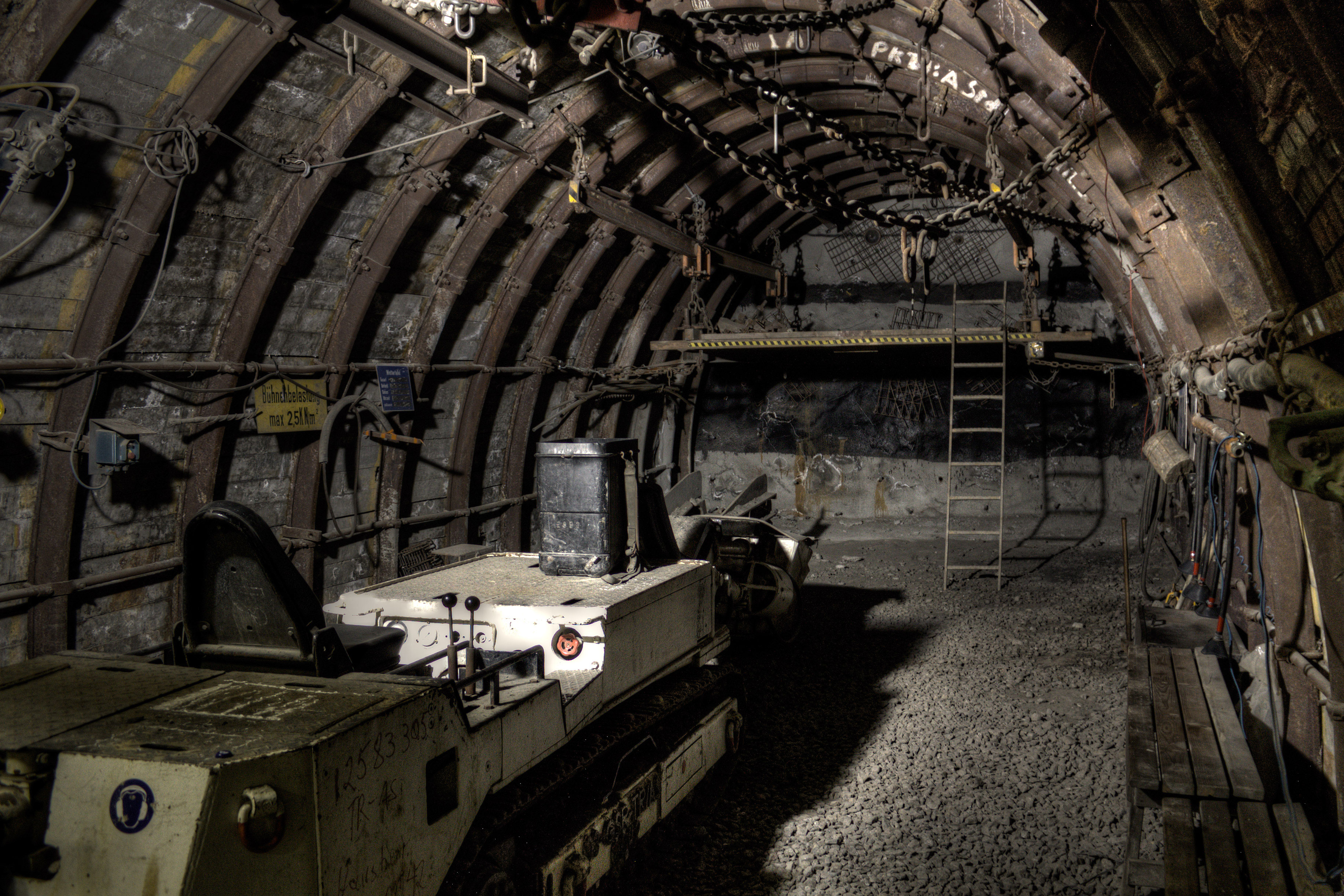
Senklader in einer Strecke

Da Sohlensenklader oft auf sehr engem Raum operieren, kann es bei unsachgemäßem Handeln zu schweren Unfällen kommen. Im Abbau oder in Förderstrecken werden sie oft neben und unter einer Gurtbandanlage eingesetzt. Hier müssen Maßnahmen ergriffen werden, um einen Kontakt zwischen Laderschaufel und Fördermittel zu verhindern. Andernfalls könnte die Laderschaufel beim Entleeren vom Gurtband erfasst werden und der Lader so mitgerissen werden.
Eine weitere Gefahrenquelle ist der Nahbereich um den Senklader. Ist der Senklader in Betrieb, so darf niemand ohne vorherige Rücksprache mit dem Senkladerfahrer diesen Bereich betreten. Auf Grund der in Senkstrecken oft vorhandenen Enge und bedingt durch den Schwenkbereich des Senkladers könnte es sonst zu schweren Unfällen kommen, indem ein Bergmann zwischen Lader und Ausbau eingequetscht wird.